# Обсерваторія Оїдзумі
Обсерваторія Оідзумі - приватна астрономічна обсерваторія, заснована в 1990 році Оїдзумі, префектура Гумма, Японія. Засновником і спостерігачем в обсерваторії є Такао Кобаясі. 

## Інструменти обсерваторії
- 254-мм телескоп

## Напрями досліджень
- Відкриття нових астероїдів
- Астрометрія комет і астероїдів

## Основні досягнення
- Відкрито 2464 астероїдів з 1991 по 2002 роки[1]
- 30784 астрометрических вимірювань опубліковано з 1990 по 2008 роки [2]

## Відомі співробітники
- Такао Кобаясі